# Nesopsar nigerrimus
El zanate jamaicano (Nesopsar nigerrimus) es una especie de ave paseriforme de la familia Icteridae endémica de Jamaica. Está en grave peligro de extinción, pues sólo habita unos pocos parajes montañosos de esta isla caribeña. Es el único miembro del género Nesospsar.